# Präsident der Republik Albanien
Der Präsident der Republik Albanien (albanisch Presidenti i Republikës së Shqipërisë, kurz auch Presidenti i Shtetit oder Kryetari i Shtetit) ist gemäß der Verfassung Staatsoberhaupt Albaniens und das Symbol seiner Einheit.

## Pflichten und Befugnisse
Laut Verfassungsnorm übt er zusammen mit den Ministerpräsidenten die Kontrolle über die Streitkräfte aus. Der Präsident ernennt den Ministerpräsidenten auf Vorschlag der Mehrheit der Abgeordneten im Parlament. Falls sich nach drei Anläufen das Parlament immer noch nicht einigen konnte, besitzt der Präsident das Recht, das Parlament aufzulösen und Neuwahlen anzusetzen. Gegen Gesetze kann er ein Mal ein Veto einlegen. Er hat Befugnisse beim Gnadenrecht und bei der Staatsbürgerschaft. Darüber hinaus bewältigt der Präsident zusammen mit dem Ministerpräsidenten die auswärtigen Beziehungen sowie Sicherheitsangelegenheiten. Neben diesen Aufgaben ist der Präsident, wie in parlamentarischen Systemen üblich, auf zeremonielle beziehungsweise repräsentative Funktionen beschränkt (zum Beispiel bei der Überreichung von Ehrentiteln und Dienstgraden, Bestätigung und Akkreditierung von Diplomaten und diverse andere Ernennungen).
Im Rechtssystem spielt der Präsident ebenfalls eine gewichtige Rolle. Er ist automatisch Präsident des Hohen Justizrates, welche die Richter in den Gerichten der ersten Instanz und in den Appellationsgerichten ernennt.

## Wahl
Das Parlament wählt den Präsidenten mit der Mehrheit von drei Fünfteln seiner Mitglieder in geheimer Wahl für eine Dauer von fünf Jahren. Zur Wahl antreten darf jeder, der von mindestens 20 Abgeordneten unterstützt wird. Die Amtszeit dauert fünf Jahre; eine Wiederwahl ist nur einmal möglich.
Für die Ausübung des Präsidentenamts muss der Bewerber mindestens die letzten zehn Jahre in Albanien wohnhaft gewesen sein sowie zum Zeitpunkt der Wahl mindestens ein Alter von 40 Jahren haben. Der Parlamentspräsident übernimmt im Vertretungsfall die Amtsgeschäfte.

## Eid
Laut Artikel 88 der Verfassung Albaniens muss der Präsident vor dem Parlament diesen Eid leisten:

„Betohem se do t'i bindem Kushtetutës dhe ligjeve të vendit, do të respektoj të drejtat dhe
liritë e shtetasve, do të mbroj pavarësinë e Republikës së Shqipërisë dhe do t'i shërbej
interesit të përgjithshëm dhe përparimit të Popullit Shqiptar.“

„Ich schwöre, dass ich der Verfassung und den Gesetzen des Landes folgen werde, die Rechte und Freiheiten der Bürger respektieren werde, die Unabhängigkeit der Republik Albanien schützen werde und dem allgemeinen Interesse und dem Fortschritt des Albanischen Volkes dienen werde.“

## Amtssitz und Residenz

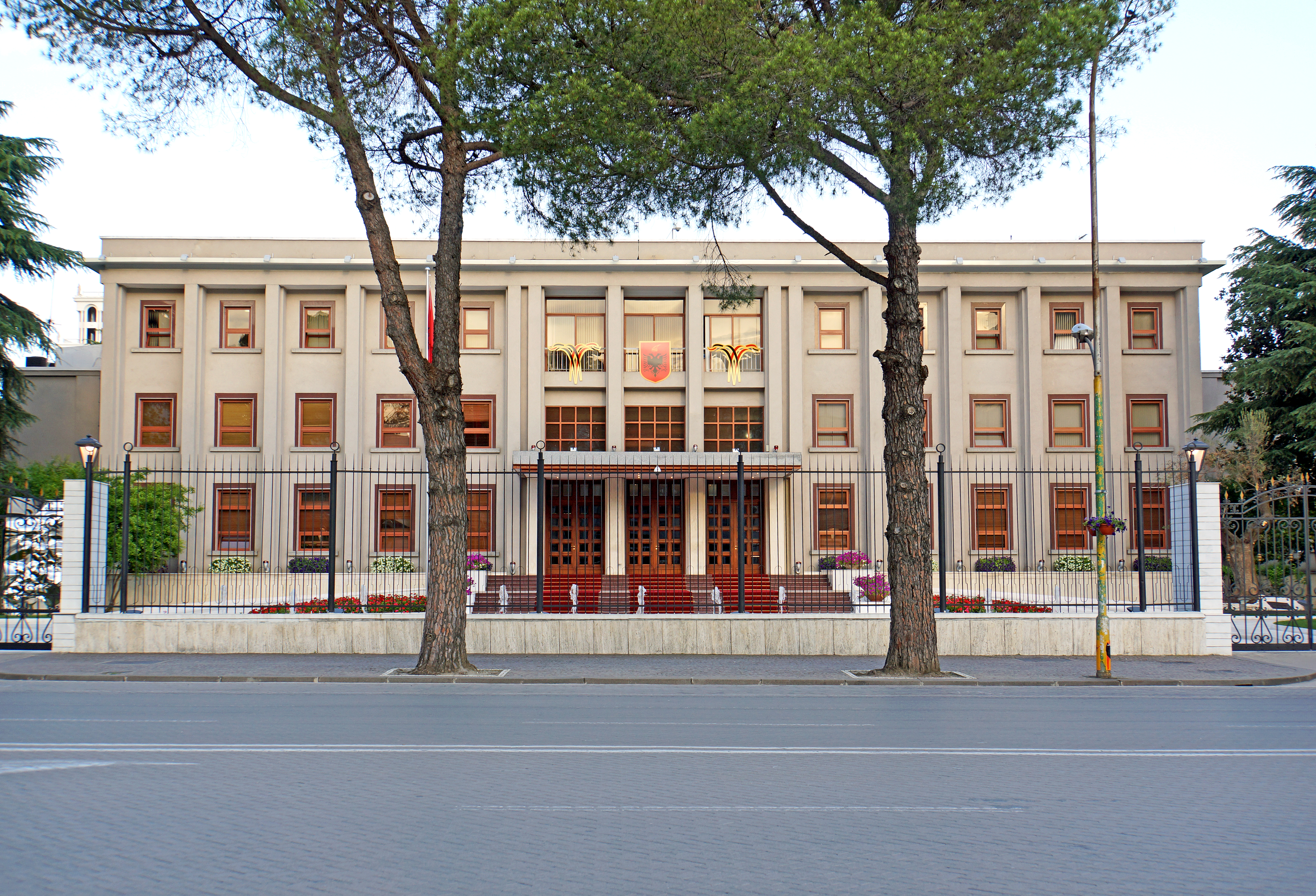
Der Amtssitz des Präsidenten (alb. Presidenca) am Boulevard der Märtyrer der Nation

Der Amtssitz befindet sich in der Presidenca in der Innenstadt von Tirana am südlichen Ende des Bulevardi Dëshmorët e Kombit. Nördlich davon befindet sich das Regierungsviertel mit Ministerrat, Ministerien und anderen Amtsgebäuden.
Die offizielle Residenz des Präsidenten, der Pallati i Brigadave, liegt am südöstlichen Stadtrand Tiranas angrenzend an den Großen Park unweit der Statue Mutter Albanien. Die Errichtung des Gebäudes wurde 1937 vom damaligen König Zogu I. in Auftrag gegeben.

## Symbole

Flagge des Präsidenten

Die Institution des Präsidenten führt seit Juli 2014 offiziell zwei Symbole: Zum einen die Präsidentenflagge und zum anderen das Präsidentenwappen beziehungsweise die Standarte.
Die Flagge lehnt sich an die Flagge Albaniens an, wurde aber noch mit goldigen Elementen ergänzt. Diese Farbe soll Kraft, Wohlstand und Beständigkeit symbolisieren. Der schwarze Doppeladler Skanderbegs trägt dessen Helm, der jedoch anders als beim Wappen Albaniens weder nach rechts noch nach links, sondern nach vorne gerichtet ist. Dies soll Unvoreingenommenheit und Entschlossenheit bei der Darstellung der nationalen Einheit symbolisieren. Den bisherigen Wappen und Flaggen Albaniens ist es aber bisher völlig neu, dass sich unterhalb des Adlers noch zwei Eichenzweige befinden. Diese sollen Langlebigkeit, Kraft und Würde symbolisieren. Der illyrische König Genthios soll dieses Symbol auch benutzt haben.
Die Standarte übernimmt die Symbolik der Flagge, beinhaltet oberhalb aber noch den Schriftzug PRESIDENTI I REPUBLIKËS SË SHQIPËRISË (Präsident der Republik Albanien).

## Bisherige Präsidenten der Republik Albanien
| N.   | Präsident          |  | von                                | bis                                | Partei (vor Wahl)                       |
| ---- | ------------------ |  | ---------------------------------- | ---------------------------------- | --------------------------------------- |
| I    | Ramiz Alia         |  | 30. April 1991                     | 3. April 1992                      | Partei der Arbeit Albaniens             |
|      | Kastriot Islami 1  |  | 3. April 1992                      | 6. April 1992                      | Sozialistische Partei Albaniens         |
|      | Pjetër Arbnori 1   |  | 6. April 1992                      | 9. April 1992                      | Demokratische Partei Albaniens          |
| II   | Sali Berisha       |  | 9. April 1992                      | 24. Juli 1997                      | Demokratische Partei Albaniens          |
|      | Skënder Gjinushi 1 |  | 24. Juli 1997 (für einige Stunden) | 24. Juli 1997 (für einige Stunden) | Sozialdemokratische Partei Albaniens    |
| III  | Rexhep Meidani     |  | 24. Juli 1997                      | 24. Juli 2002                      | Sozialistische Partei Albaniens         |
| IV   | Alfred Moisiu      |  | 24. Juli 2002                      | 24. Juli 2007                      | parteilos                               |
| V    | Bamir Topi         |  | 24. Juli 2007                      | 24. Juli 2012                      | Demokratische Partei Albaniens          |
| VI   | Bujar Nishani      |  | 24. Juli 2012                      | 24. Juli 2017                      | Demokratische Partei Albaniens          |
| VII  | Ilir Meta          |  | 24. Juli 2017                      | 24. Juli 2022                      | Sozialistische Bewegung für Integration |
| VIII | Bajram Begaj       |  | 24. Juli 2022                      | 2027                               | parteilos                               |